# Leprolochus oeiras
Leprolochus oeiras är en spindelart som beskrevs av Arno Antonio Lise 1994. Leprolochus oeiras ingår i släktet Leprolochus och familjen Zodariidae.
Artens utbredningsområde är Brasilien. Inga underarter finns listade i Catalogue of Life.